# 劳塔
劳塔（德語：Lauta，發音：[ˈlaʊta] ⓘ，發音：[ˈwutɨ]）是德国萨克森州包岑县的城市，面积42.13平方千米，2023年12月31日人口为8,053人。